# 井上泰幸
井上 泰幸（、1922年〈大正11年〉11月26日 - 2012年〈平成24年〉2月19日）は、日本の特撮映画美術監督、美術プランナー。アルファ企画代表。福岡県出身。通り名は「たいこう」。

## 来歴

### 出生から終戦まで
1922年（大正11年）11月26日、医師 井上市治・千代夫妻の8人兄弟の7人目の五男として、福岡県糟屋郡小野村（現・古賀市天神）薦野で誕生。1925年（大正14年）、4歳の時に父の市治が死去し、席内村（後に古賀町、現・古賀市）に転居。泳ぎが好きで、ケガをしていても泳ぎに行ったため親に怒られるほどだった。勉強の成績も良く、旧制宗像中学校（現・福岡県立宗像高等学校）に合格。町内で中等学校に合格した4人の1人として、井上が写る記念写真が残る。
1941年（昭和16年）、旧制宗像中学校を卒業後、19歳で地元古賀の高千穂製紙に入社し、パルプ統計事務の仕事に就いた。折しも太平洋戦争（大東亜戦争）が勃発し、1943年（昭和18年）には長崎県長崎市の三菱兵器製作所に徴用され、銃身計算や図面を引く仕事をした。1944年（昭和19年）4月1日、佐世保海兵団に入隊。同年12月25日、上海に向かう途中の揚子江でアメリカ軍のP-51 マスタングの機銃掃射を受け被弾し、一命は取り留めたが左足を失う。
1945年（昭和20年）、内地に戻り佐世保海軍病院に収容されたが、沖縄戦に伴う空襲（佐世保空襲）の激化で、佐賀県武雄市の海軍病院に移る。8月18日、海軍の解散に伴い、傷が完治しないまま帰郷。1946年（昭和21年）1月29日、別府海軍病院で義足での歩行訓練を受けて退院した。

### 上京、美術スタッフの道へ
退院後、福岡県小倉市（現・北九州市）の傷痍職業訓練所で、ブルーノ・タウトの下で学んだ西松音松に家具製作を学ぶ。1948年（昭和23年）10月、上京して大蔵木工所に就職。翌11月、大学受験に必要な高校卒業の資格入手のために松蔭高校に途中入学し、働きながら通学する。1950年（昭和25年）、日本大学芸術学部美術科に入学。バウハウスで学んだ山脇巌の下で学ぶ。
1952年（昭和22年）、新東宝の撮影所で戦争映画のスタッフを探していた美術課長に見初められ、美術スタッフとして契約。1954年（昭和29年） 新東宝で『春色お伝の方 江戸城炎上』、『潜水艦ろ号 未だ浮上せず』の美術を担当する。同年7月、東宝に『ゴジラ』制作のため呼ばれ、特殊美術監督渡辺明の助手を務める。新東宝で次の仕事の予定もあったが、説得され東宝撮影所に入社。
1957年（昭和32年）、東宝撮影所特殊技術課の美術助手となる。1959年（昭和34年）、特美課の美術チーフとなる。1960年（昭和35年）、映画『ハワイ・ミッドウェイ大海空戦 太平洋の嵐』の撮影のために、大プールを設計した。

### 特殊技術課美術監督
1966年（昭和41年）、渡辺明の退社に伴い、特殊技術課の2代目美術監督となる。
1971年（昭和46年）、『ゴジラ対ヘドラ』を担当後、東宝撮影所を退社。同年、アルファ企画を設立。『宇宙猿人ゴリ』などテレビ作品に活躍の場を移す。1973年（昭和48年）、『日本沈没』で東宝の美術現場に復帰。以後、『大空のサムライ』に関わるなど、主として東宝製作の特撮映画の美術面での中核として活躍。
1987年（昭和62年）、『竹取物語』と『首都消失』で、第11回日本アカデミー賞特殊技術スタッフ賞を受賞した。

### 晩年
2000年（平成12年）、『ゴジラ×メガギラス　G消滅作戦』の完成後、78歳で引退した。
2004年（平成16年）、ゴジラ生誕50周年の企画でハリウッドに招待され、82歳で講演を行った。この講演で美術監督としての井上の技術が再注目され、「円谷監督を支えた特撮映画美術監督」として再評価された。2011年（平成23年）12月、井上の半生と作品を特集した『特撮映画美術監督　井上泰幸』の刊行が決まり、日本でも再評価が始まるところだったが、2012年（平成24年）2月19日に心不全で死去した。89歳没。

### 死去後
2012年（平成24年）7月から東京都現代美術館で開催された展覧会「館長 庵野秀明 特撮博物館 ミニチュアで見る昭和平成の技」でも、井上の特撮美術の技術が高い評価が得られた。
2013年（平成25年）、妻で彫刻家の井上玲子が死去して以降は、デザイン画や絵コンテ、設計図などの膨大な資料が残された。遺族代表である姪の呼びかけで、三池敏夫らによる資料の整理が始まった。
2014年（平成26年）7月18日から8月31日まで、出身地である福岡県古賀市のリーパスプラザこがで「ゴジラを支えたデザイナー 特撮美術監督井上泰幸展」が開催された。
2017年（平成29年）、アルファ企画があった海老名市で「特撮美術監督井上泰幸展」が開催され、1週間で5,000人の入場者があった。12月、夫妻がアトリエとしていたアルファ企画の元社屋が解体されることとなり、幼少から井上と親交があり特撮ファンである隣接寺院の住職を中心に、地域住民によるボランティアで元社屋の整理が行われた。2018年（平成30年）2月の一般公開を経て、同月末に元社屋は取り壊された。
2021年（令和3年）7月17日から8月29日まで、佐世保市博物館島瀬美術センターにて遺功展である「ゴジラシリーズを支えた特撮映画美術監督・井上泰幸展」が開催された。展示にあたり、三池により『空の大怪獣ラドン』の天神岩田屋のミニチュアが再現された。
2022年（令和4年）、生誕100周年を迎え、東京都現代美術館で「生誕100年 特撮美術監督 井上泰幸展」が開催され、再現された天神岩田屋のミニチュアも展示された。
2024年（令和5年）9月7日から10月6日まで、福岡県古賀市のリーパスプラザこがで「特撮美術の匠　井上泰幸のセカイ展」が開催され、『空の大怪獣 ラドン』ロケハン時の写真やスケッチ、再現された天神岩田屋のミニチュア、ロケハン当時の岩田屋に関連する資料などが展示された。

## 人物・エピソード

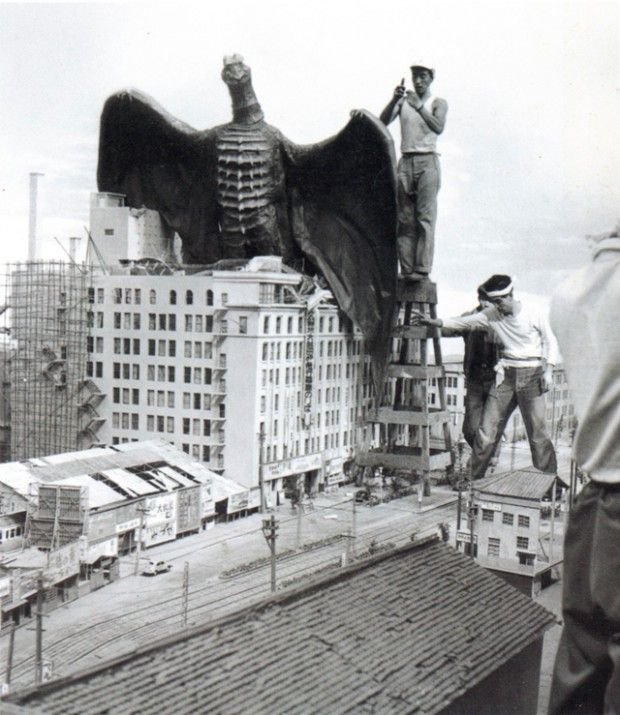
『空の大怪獣 ラドン』の撮影風景
天神岩田屋のミニチュアは、井上の指示で改装中の足場（中央左）が再現された。

戦時中は大日本帝国海軍に所属した。新東宝のスタッフとなったのも、軍艦の知識があり、家具製作で図面を引いて組み立てることができる事がきっかけだったという。片足を失った井上が特撮の仕事することには親類の反対があったが、「体のことは隠し、どんな仕事でも徹底的にやる。足のことが知られた頃には仕事は人より先を行っている」「生きて帰ることが出来れば、どんなに苦しい仕事でもすると誓った」と、障害を乗り越える決意を示した。『ゴジラ』をきっかけに東宝の現場に参加して驚いたのは、人員の多さ、熱気の差だったという。各部署の技術者が多すぎるため、個別に対応するわけにいかず、軍艦ならリベット一個一個の位置に到るまで正確に書き込んだ、全部署に共通の精密な一枚の図面を引くことでこれに応じ、その技術力が高く評価され、説得されての東宝入社となった。東宝の田中友幸は、井上について「温厚だが、理論家でもある」と評している。円谷とは何度も衝突することもあったが、井上の姪によると、円谷の死後も顔写真を手帳に入れていたという。
『ゴジラ』をはじめとする怪獣映画では、実在のビルディングや街のミニチュアが多数登場するが、図面の提供を断られることも多い。『空の大怪獣 ラドン』では、井上らは実際に博多の街を歩き、歩幅や敷石の枚数を記録し設計図を引いた。ミニチュアの図面は井上と入江義夫、のちに豊島睦で行い、円谷監督に写真通りであることを驚かせた。
東宝では戦艦やミニチュアの図面のほか、さまざまな超兵器や怪獣のデザインを担当。特に『フランケンシュタインの怪獣 サンダ対ガイラ』のメーサー殺獣光線車は高い人気を得た。ミニチュアの軽量化のためにバルサ材を採り入れたが、上層部にこの使用を認めさせるのには一苦労だったという。円谷英二とはイメージ面での擦り合わせで苦労も多く、反発することもあったが、のちに円谷が社外で井上を非常に自慢にしていることを知って驚いたという。『ゴジラ』（1984年版）で井上の助手を務めた樋口真嗣は、井上はヘドラなどのデザインを行ってはいたものの、怪獣を描くこと自体は得意ではなかったと証言している。
井上は、セットデザインやイメージ画とともに配置図や材料のリストとその予算などを1枚にまとめることで美術プランを効率よく共有できるスタイルをとっており、この手法は「井上式セット設計」と呼ばれた。これが本格的に活用されるのは井上が美術監督となってからだが、美術助手の時代からこの傾向はみられた。
『怪獣総進撃』では、ムーンライトSY-3の月火口にある基地へ垂直離着陸を行うシーンがあるため、井上は独断でステージ下の地面を6尺（約1.8メートル）掘り下げ、ミニチュアを組んだ。これが守衛に見つかって責任者問題となり、会社から詰問された井上は「誰の許可をもらったんだ？」と問われ、「俺が許可したんだ！」と返した。結局、井上の判断で撮影は進めることができたが、円谷監督はうろたえることしきりだったという。キラアク星人の基地のミニチュア設営でも同様に地面の掘り下げを行ったが、このときは守衛に見つからないよう、うまくトタンで隠してばれずに済んだという。
美術監督として、ミニチュアであってもとにかく「本物を作ること」を常に念頭に置いたといい、「CGがいくら発展しても、様々な表現方法を組み合わせなければ感動は呼べない」と語っている。『空の大怪獣ラドン』の天神岩田屋のミニチュアは、ロケハン時に改装中で組まれていた足場まで井上の指示によって再現している。『日本沈没』のクランクインの前には、東京大学で地震の研究をしている教授に話を聞きに行くなど、リアリズムにこだわっていた。特技監督の中野昭慶によれば、井上は破壊を目的としたミニチュアセットを得意としており、中野は井上を「壊しの井上」と称していた。
井上は、ミニチュアの縮尺率に対して信念を持っていたとされる。『モスラ対ゴジラ』（1964年）では、登場する怪獣やミニチュアの設定を元に、大きさの対比図を作成した。『東京湾炎上』（1975年）では、タンカーのミニチュアを1/20スケールである8メートルとしたところ、予算などの都合により製作サイドから反対された。プロデューサーの田中は、折衷案として4メートルとする案を提示し、井上はこれを受け入れなかったものの田中への敬意として7メートル20センチメートルで制作した。実際のミニチュアを見た田中は、7メートルでもあまり大きく見えないことを認めたという。『ゴジラ』（1984年版）でも、脚本ではゴジラの身長は100メートルとされていたが、高層ビル以外のミニチュアが小さくなりすぎるため、井上は高層ビル以外のミニチュアを無断で本来の縮尺である1/50ではなく1/40スケールで制作し、ゴジラの身長もそれに合わせて80メートルという設定に改められた。また、同作品では三原山のセットがスタジオの広さの都合によりあまり大きく作れず、ゴジラの大きさに合わなかったことを悔いが残った点として挙げている。
井上は、最も苦労した作品として映画『二百三高地』のセットを挙げている。作中に登場する203高地のセットには木がないため、砲台から旅順港を見るカットで距離感やスケール感を出すのに苦労したという。
特技監督の有川貞昌は、井上は人間的に温厚でスタッフの掌握がうまく、部署間の対立もうまくまとめていたと証言している。中野も、井上は一流の技術を持ちながら謙虚で驕らない人柄で皆から慕われていたと述べている。一方で、井上の助手を務めたスタッフからは、仕事に厳しい人物であったと評されている。自身も、常に100%の熱量で作品に取り組むため、終わった作品の台本を読み返すことは無かったと述べている。井上の姪によると、撮影所に連れていってもらったことはあっても、特撮美術の現場を見せてもらうことは無かったという。
井上の下で美術助手を務めた青木利郎によれば、井上が東宝を離れたのは特撮作品が減少していったため「仕事がないのに給料をもらうわけにはいかない」と自ら人件費削減のため退いたという。
樋口によれば、井上は仕事部屋の机の下に焼酎の瓶を置いており、朝から仕事場で飲み始めて樋口もつきあわされていたという。『ゴジラ』で特美助手を務めた寺井雄二は、井上がセットの準備中に休みながら酒を飲んでいたことを証言しており、同じく特美助手の萩原晶も昼間から焼酎を勧められたことを述懐している。

## 担当

### 映画

#### 美術助手
- ゴジラシリーズ
  - ゴジラ（1954年）特撮[55][注釈 9]
  - ゴジラの逆襲（1955年）
  - キングコング対ゴジラ（1962年）
  - モスラ対ゴジラ（1964年）
  - 三大怪獣 地球最大の決戦（1964年）
  - 怪獣大戦争（1965年）
- 獣人雪男（1955年）
- 白夫人の妖恋（1956年）
- 空の大怪獣 ラドン（1956年）
- 地球防衛軍（1957年）特撮[56][注釈 9]
- 変身人間シリーズ
  - 美女と液体人間（1958年）
  - 電送人間（1960年）
  - ガス人間第一号（1960年）
  - マタンゴ（1963年）
- 大怪獣バラン（1958年）
- 日本誕生（1959年）
- 宇宙大戦争（1959年）
- ハワイ・ミッドウェイ大海空戦 太平洋の嵐（1960年）
- 大坂城物語（1961年）
- モスラ（1961年）
- 世界大戦争（1961年）
- 妖星ゴラス（1962年）
- 太平洋の翼（1963年）
- 青島要塞爆撃命令（1963年）
- 海底軍艦（1963年）特撮[57][注釈 9]
- 宇宙大怪獣ドゴラ（1964年）
- 太平洋奇跡の作戦 キスカ（1965年）
- フランケンシュタイン対地底怪獣（1965年）

#### 美術監督
- ゼロ・ファイター 大空戦（1966年）
- フランケンシュタインの怪獣 サンダ対ガイラ（1966年）[10]
- キングコングの逆襲（1967年）
- ゴジラシリーズ
  - 怪獣島の決戦 ゴジラの息子（1967年） - クモンガ、カマキラスデザイン[5]
  - 怪獣総進撃（1968年）
  - ゴジラ対ヘドラ（1971年） - 美術、ヘドラデザイン[5][10]
  - ゴジラ（1984年） - 美術監督[10]、スーパーXデザイン[10]
- 連合艦隊司令長官 山本五十六（1968年）
- 緯度0大作戦（1969年）
- クレージーの大爆発（1969年）
- 日本海大海戦（1969年）
- ゲゾラ・ガニメ・カメーバ 決戦!南海の大怪獣（1970年）
- 日本沈没（1973年）
- ノストラダムスの大予言（1974年）
- 東京湾炎上（1975年）
- 続人間革命（1976年）
- 大空のサムライ（1976年）
- 惑星大戦争（1977年） - 特殊美術、「宇宙防衛艦 轟天」などのメカデザインおよび造形[10]
- 火の鳥（1978年）
- 地震列島（1980年）
- 連合艦隊（1981年）
- 零戦燃ゆ（1984年）
- 首都消失（1987年）
- 竹取物語（1987年）
- オバケちゃん（1987年）
- アナザー・ウェイ ―D機関情報―（1988年）

### ミニチュア製作
- ガメラ2 レギオン襲来（1996年）
- ゴジラ×メガギラス　G消滅作戦（2000年）

### テレビ
- ウルトラQ（1966年） - ゴメス、リトラのデザイン、造形、ペギラの初稿デザイン
- 宇宙猿人ゴリ（1971年） - 特殊美術、ミニチュア制作
- スーパー戦隊シリーズ - ヒーロー側の合体変形ロボットのミニチュア制作

ほか多数

### 施設
- 東武ワールドスクウェア[9]